# Skyggfisk
Skyggfisk (Lipophrys pholis), en fisk i familjen slemfiskar som finns i östra Atlanten och Medelhavet.

## Utseende
Som alla slemfiskar har arten slemmig hud utan fjäll. Kroppen är avlång, med långa rygg- och analfenor. Den förra är uppdelad i två delar med ett tydligt hack emellan, en främre, taggstrålig, och en bakre, mjukstrålig. Bukfenorna är stora, men har bara två fenstrålar vardera. Munnen har tjocka läppar. Färgteckningen är mycket växlande. Längden kan nå upp till 30 cm.

## Vanor
Skyggfisken är en bottenfisk som föredrar stenbottnar på grunt vatten, även om den går ut på djupare vatten under vintern. Den tycker även om bottnar med algbevuxna metall- eller träföremål, och söker gärna skydd under stenar. Skyggfisken kan även gå upp i brackvatten. Största djup är 70 m,, oftast mindre. Födan består av bottendjur som snäckor, märlkräftor och rankfotingar samt alger.

### Fortplantning
Lektiden infaller under sommaren, då hanarna bildar revir. I dessa lägger honorna, det kan vara flera per revir, äggklumpar på bottnen. Dessa vaktas av hanen tills äggen kläcks och de pelagiska larverna kommer ut.

## Utbredning
Skyggfisken finns från södra Norge, över Brittiska öarna till Balearerna, Madeira, västra Medelhavet och Marocko.